# Poza de la Sal
Poza de la Sal ist ein Ort und eine Gemeinde (municipio) mit 283 Einwohnern (Stand: 2024) im Norden der spanischen Provinz Burgos in der autonomen Region Kastilien-León. Der gesamte Ortskern ist als Kulturgut (Bien de Interés Cultural) in der Kategorie Conjunto histórico-artístico anerkannt.

## Lage und Klima
Der Ort Poza de la Sal liegt in der fruchtbaren Region der Bureba in einer Höhe von ca. 765 m. Die Provinzhauptstadt Burgos befindet sich ca. 47 km (Fahrtstrecke) südwestlich; der sehenswerte Ort Briviesca liegt gut 23 km südöstlich. Das Klima ist gemäßigt bis warm; der für spanische Verhältnisse reichliche Regen (ca. 735 mm/Jahr) fällt – mit Ausnahme der Sommermonate – übers Jahr verteilt.

## Bevölkerungsentwicklung
| Jahr      | 1857  | 1900  | 1950  | 2000 | 2017 |
| Einwohner | 2.447 | 1.952 | 1.318 | 384  | 303  |

Infolge der Mechanisierung der Landwirtschaft, der Aufgabe von bäuerlichen Kleinbetrieben und des daraus resultierenden Arbeitsplatzmangels hat die Einwohnerzahl der Gemeinde in der Mitte des 20. Jahrhunderts einen Einbruch erlebt. Zur Gemeinde gehören auch die beiden jeweils etwa 40 Einwohner zählenden Weiler (pedanías) Castil de Lences und Lences (de Bureba).

## Wirtschaft
Der Ort bildete vom Mittelalter bis in die erste Hälfte des 20. Jahrhunderts hinein das handwerkliche und merkantile Zentrum mehrerer Dörfer und Einzelgehöfte in der Umgebung; eine bedeutende Einnahmequelle bildeten die Salinen. Heute sind der Getreideanbau und die Viehzucht von Bedeutung; auch der Tourismus in Form der Vermietung von Ferienwohnungen bildet eine wichtige Einnahmequelle der Gemeinde.

## Geschichte
Der Ort war ursprünglich eine Siedlung der keltischen Autrigonen und hieß damals Salionca; auch die Römer gewannen hier Salz. Westgotische und selbst maurische Spuren fehlen. Ende des 9. und zu Beginn des 10. Jahrhunderts wurden die Mauren unter der Führung der kastilischen Grafen Diego Rodríguez Porcelos (reg. 873–885) und Fernán González bis in die Gebiete südlich des Duero zurückgedrängt (reconquista); danach betrieb man in den Gebieten nördlich des Duero eine Politik der Wiederbesiedlung (repoblación). Ende des 10. Jahrhunderts verwüstete der muslimische Heerführer Almansor letztmals die Region. Im Mittelalter erhielt die damalige Kleinstadt eine auf einem Felsen gelegene Burg (castillo) und wurde mit einer Mauer umgeben.

## Sehenswürdigkeiten

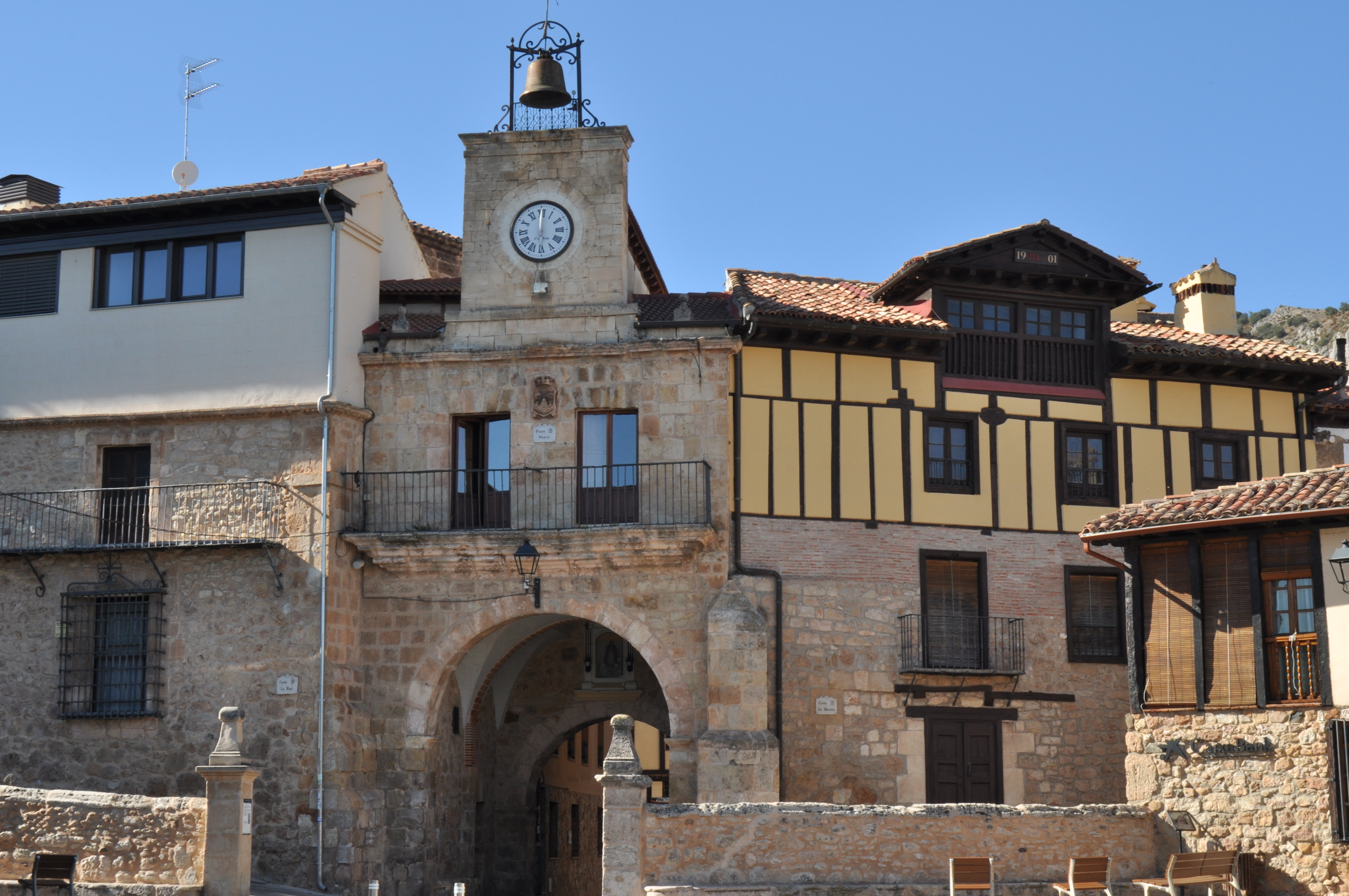
Poza de la Sal – Stadttor

- Die Burgruine des Castillo de los Rojas thront auf einem Felsen hoch über dem Ort. Von der mittelalterlichen Stadtmauer (muralla) sind noch Teile erhalten.[4][5]
- Die dreischiffige Kirche San Cosme y San Damián ist ein Werk des 13. Jahrhunderts; sie erhielt jedoch im 17. Jahrhundert ein neues Portal. Der spätbarocke Altarretabel (retablo) zeigt die beiden Patronatsheiligen sowie andere Figuren.[6]
- Zahlreiche Fachwerkhäuser schmücken den Ortskern.
- Der Salzstock gehört zu den größten in Europa; das Wasser wird über kleine Aquädukte durch den Ort bis in die ca. 1 km nordwestlich gelegenen Salinenbecken geleitet.

2024 wurde der Ort von der Asociación Los Pueblos más Bonitos de España als besonders schöner Ort ausgezeichnet.
Lences de Bureba
- Die Kirche des ca. 6 km südlich gelegenen Ortes hat einen romanischen Ursprung, doch wurde sie später gotisiert. So weit im Norden eher selten ist eine Südvorhalle (portico), die das durchaus imposante romanische Archivoltenportal schützt.
- In der Nähe quert eine einbogige spätmittelalterliche Brücke mit erhöhtem Scheitel einen der vielen Bäche der Region.

Castil de Lences
- Das Monasterio de la Asunción hat mittelalterliche Ursprünge; die Apsis der Kirche und der Kreuzgang (claustro) stammen aus dem ausgehenden 14. Jahrhundert, die meisten Klostergebäude wurden jedoch in späterer Zeit modernisiert und so wird der Kapitelsaal von einer Artesonado-Holzdecke überspannt.
- Die schlichte Kirche des Ortes ist romanisch.

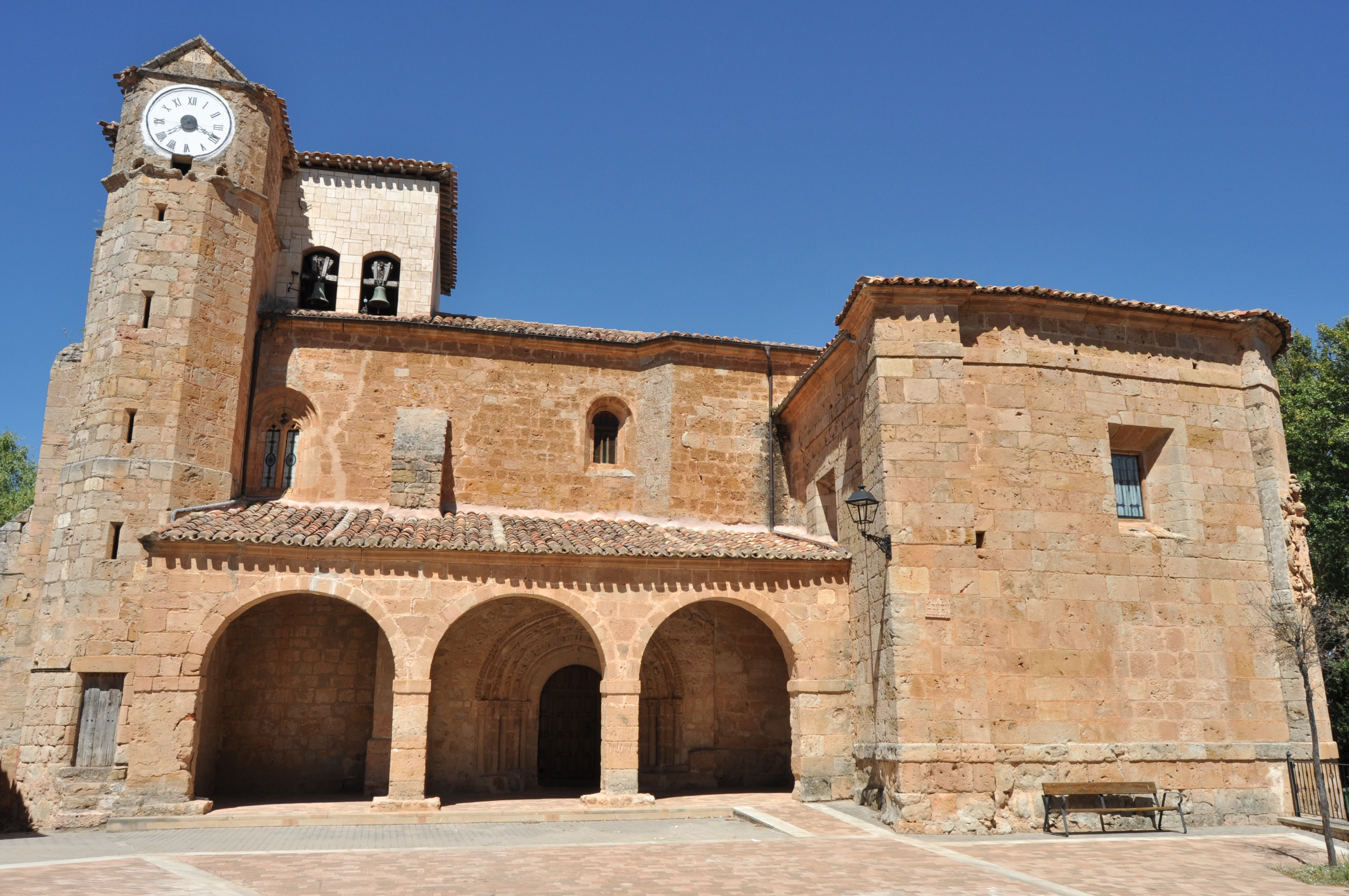
Lences – Kirche
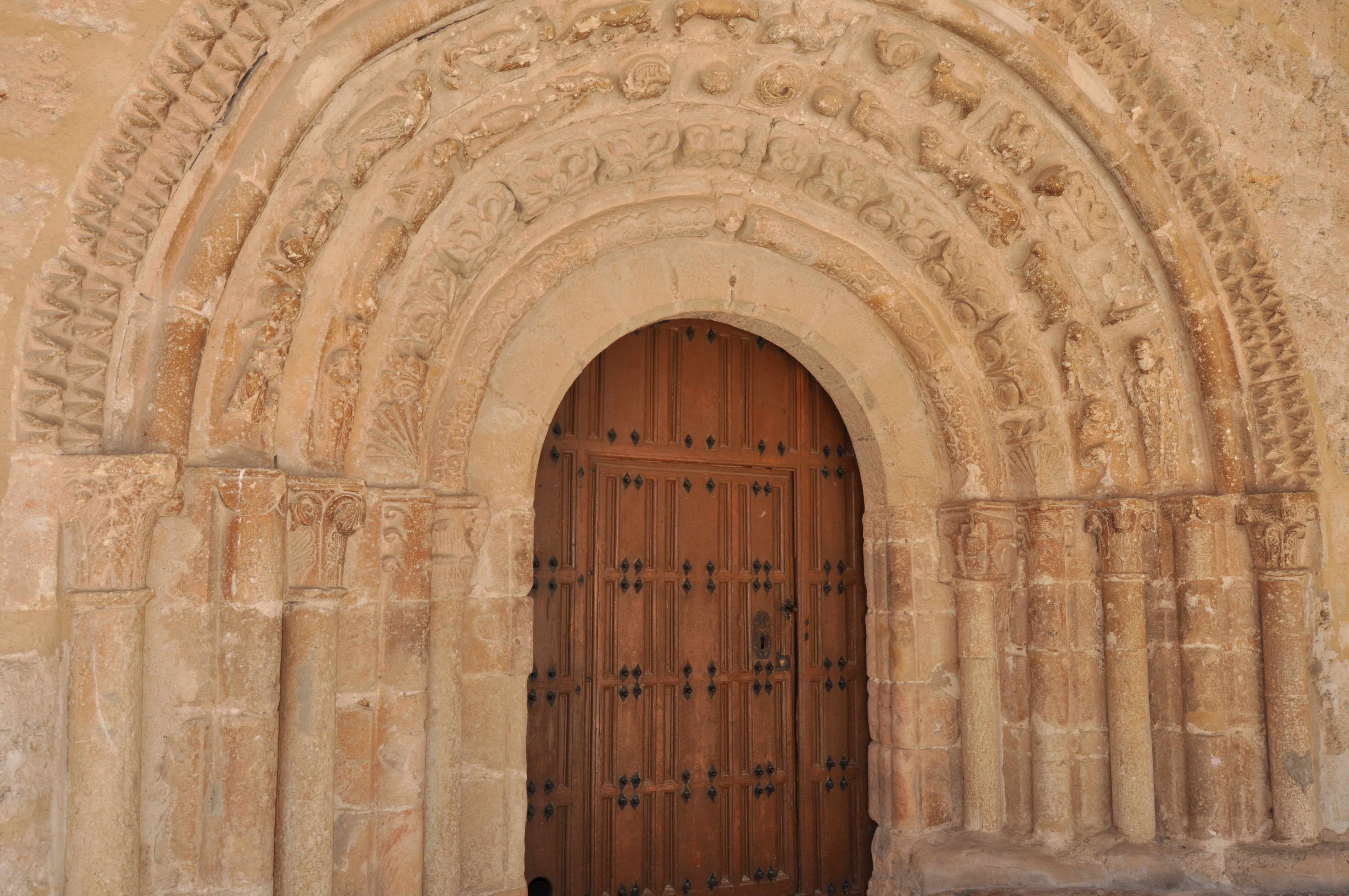
Lences – Kirchenportal
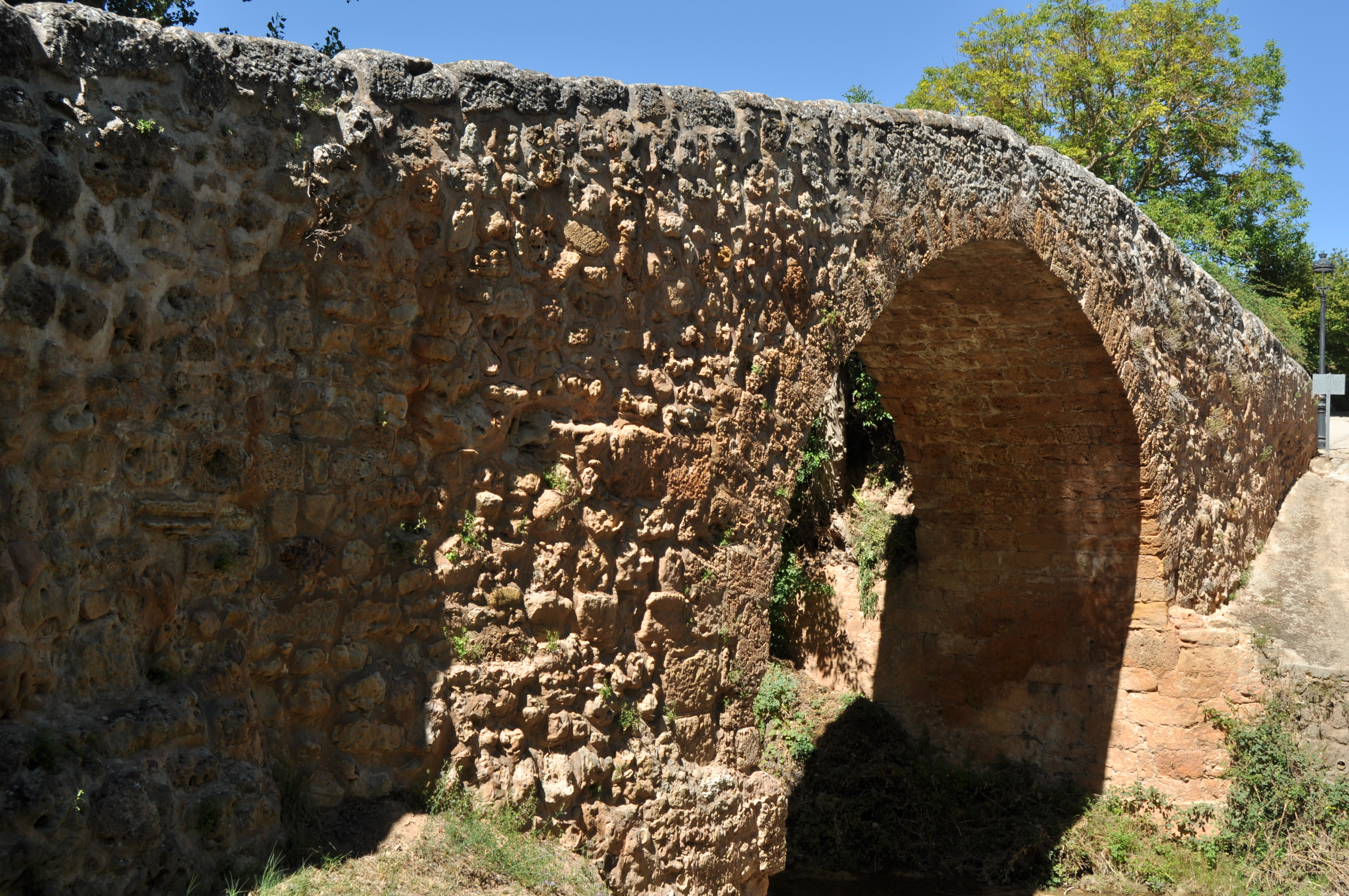
Lences – Brücke
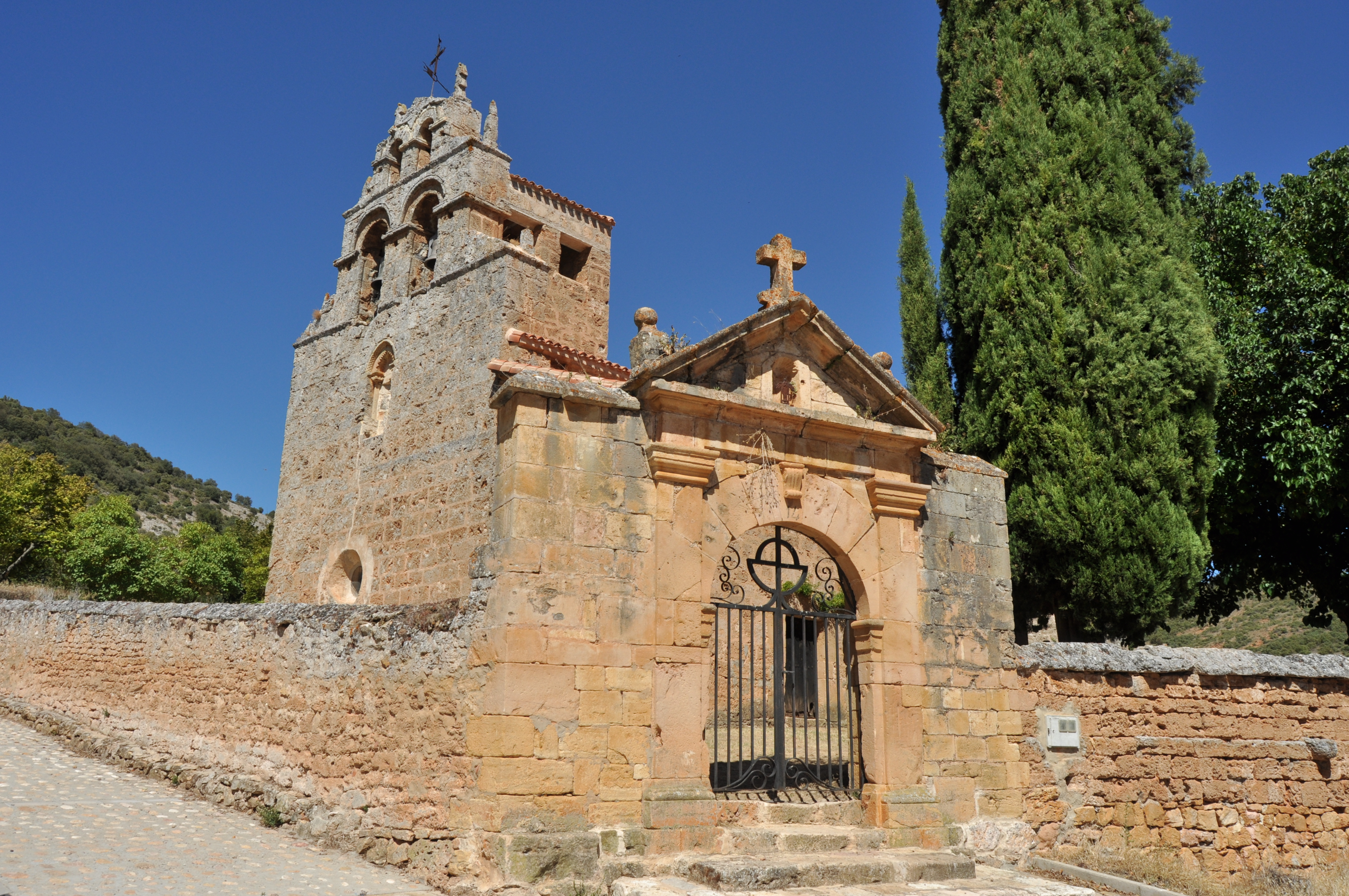
Castil de Lences – Kirche